# Christian Peder Kryssing
Christian Peder Kryssing (7 de julio de 1891 - 7 de julio de 1976), comúnmente conocido como C.P. Kryssing, fue un colaborador danés con la Alemania Nazi durante la II Guerra Mundial. Oficial de artillería y ardiente anticomunista, comandó el Frikorps Danmark entre 1941 y 1942. No era miembro del Partido Nazi danés, el Partido Nacionalsocialista Obrero Danés.
Kryssing se convirtió en el primer comandante del Frikors Danmark en 1941 después de ofrecerle el puesto el Partido Nazi danés. Para agosto de 1941, Kryssing levantó una fuerza de batallón de 1000 hombres con muchos de sus miembros provenientes de las filas del derrotado Ejército danés. Sin embargo, debido a diferencias ideológicas con Heinrich Himmler, fue licenciado como comandante en 1942. Su reemplazo fue un danés pro-Nacional Socialista, Christian Frederik von Schalburg quien asumió el mando el 13 de febrero de 1942.
Kryssing fue entonces transferido a otras unidades germanas, primero a la División SS Totenkopf y después a la División SS Wiking. En agosto de 1943, fue nombrado para liderar una fuerza de 9000 hombres como "Grupo de batalla costero" en Oranienbaum. Durante este tiempo, se convirtió en el más alto rango extranjero en las Waffen-SS como SS-Brigadeführer. En febrero de 1944, Kryssing se convirtió en comandante del SS-Kampfgruppe Küste pero renunció en junio del mismo año por causas personales.
En mayo de 1945 Kryssing se rindió a las fuerzas británicas y fue entregado a las Policía danesa en junio de 1946. El 27 de octubre de 1947 fue sentenciado a cuatro años de prisión por su pertenencia a las Waffen-SS pero fue liberado en mayo de 1948. Sus dos hijos, Jens Effersøe Kryssing y Niels John Effersøe Kryssing, habían muerto en batalla contra el Ejército Rojo en 1942 y 1944.